# Hawraman
Die Kulturlandschaft Hawraman/Uramanat (kurdisch هه‌ورامان Hewraman, persisch اورامان Ōrāmān oder Owrāmān) ist eine historische Kulturlandschaft im Westen Irans, die seit 2021 zum UNESCO-Welterbe zählt.

## Geographie
Die Region liegt im Zentrum des Zagrosgebirges an der Westgrenze Irans in den Provinzen Kurdistan und Kermanschah. Sie umfasst zwei Hauptgebiete: das Zentral-Ost-Tal (Zhaverud und Takht) in der Provinz Kurdistan sowie das West-Tal (Lahun) in der Provinz Kermanschah. Das Gebiet ist geprägt durch steile Berghänge, Terrassenfelder und zahlreiche Dörfer mit charakteristischer Hangbebauung. Der höchste Gipfel ist der Kūh-e Taḵt mit 2.985 Metern.

## Bevölkerung und Kultur
Die Täler werden überwiegend von den Hawrami-Kurden bewohnt, einer Untergruppe der Gorani, die die gleichnamige Sprache Hawrami (ein Dialekt des Gorani) sowie Sorani sprechen. Hawraman gilt als Zentrum der Gorani-Kultur und ist ein Schnittpunkt verschiedener religiöser Traditionen, darunter die Naqschbandi-Tariqa und der Ahl-e Haqq.

## UNESCO-Welterbe
Die Kulturlandschaft Hawraman/Uramanat wurde am 27. Juli 2021 als 26. Welterbestätte Irans in die UNESCO-Liste aufgenommen. Sie umfasst eine Fläche von rund 106.307 Hektar und eine Pufferzone von 303.623 Hektar. Die Region ist ein herausragendes Zeugnis der traditionellen agropastoralen Lebensweise der Hawrami, die sich über Jahrtausende an die raue Gebirgslandschaft angepasst haben. Charakteristisch sind die terrassierte Siedlungs- und Landwirtschaftsstruktur, saisonale Wanderungen (Transhumanz) sowie ein reiches immaterielles Kulturerbe.
Archäologische Funde, darunter Steinwerkzeuge, Höhlen, Felsinschriften und Siedlungsreste, belegen eine kontinuierliche Besiedlung seit etwa 40.000 Jahren. Die UNESCO würdigt die Kulturlandschaft als außergewöhnliches Beispiel für die Wechselwirkung zwischen Mensch und Umwelt sowie die Bewahrung traditioneller Lebensformen in einer herausfordernden Umgebung.